# Valeo
Valeo er en fransk global virksomhed med hovedkvarter i Paris, Frankrig, der producerer bildele. Selskabet er noteret på den franske børs i Paris (CAC 40). Valeo producerer en lang række produkter til bilfabrikanter og aftermarket.
Selskabet har 113.600 ansatte i 33 lande. Der findes 186 produktionsfaciliteter og 59 udviklingscentre samt 15 distributionscentre. Selskabets strategi er at fokusere på innovation og udvikling i nye område og markeder. I 2018 steg Valeos salg med 4% til €19,1 mia. I 2016-2018 var selskabets den største ansøger af patenter.